# Кош-Терек
Кош-Терек (кирг. Кош-Терек) — село в Ала-Букинском районе Джалал-Абадской области Кыргызстана. Входит в состав Торогелди Балтагуловского айылного аймака.

## География
Село расположено в юго-западной части области, к северу от реки Касансай, на расстоянии приблизительно 2 километров (по прямой) к юго-востоку от села Ала-Бука, административного центра района. Абсолютная высота — 1148 метров над уровнем моря.

## Население
Согласно оценочным данным Национального статистического комитета Кыргызской Республики, численность населения села на начало 2023 года составляла 2319 человека.
| год     | 2009 | 2014 | 2015 | 2020 | 2021 | 2023 |
| ------- | ---- | ---- | ---- | ---- | ---- | ---- |
| человек | 1893 | 1930 | 1940 | 2223 | 2252 | 2319 |